# Segon impeachment a Donald Trump
El segon impeachment a Donald Trump, 45é president dels Estats Units, és el procediment legislatiu de destitució proposat pel Partit demòcrata contra el president, del Partit republicà. Es va votar el 13 de gener de 2021 per «incitació a la insurrecció» després de l'assalt al Capitoli dels Estats Units per partidaris de Donald Trump, que ha acusat repetidament els resultats de l'elecció presidencial de 2020 i la victòria de Joe Biden de fraudulents.
Després d'haver animat els seus seguidors de que es reuniren davant de la Casa Blanca el 6 de gener paral·lelament a la certificació de l'elecció pel Congrès, i que «marxaren pel Capitoli» de «manera pacífica i pariòtica» per tal de «aturar el robatori» i «recuperar el nostre país», Trump es va convertir en el primer President dels Estats Units a ser sotmés a impeachment dues vegades per la Cambra dels representants, després del seu primer impeachment que es va desenvolupar entre finals de 2019 i principis de 2020.

## Context

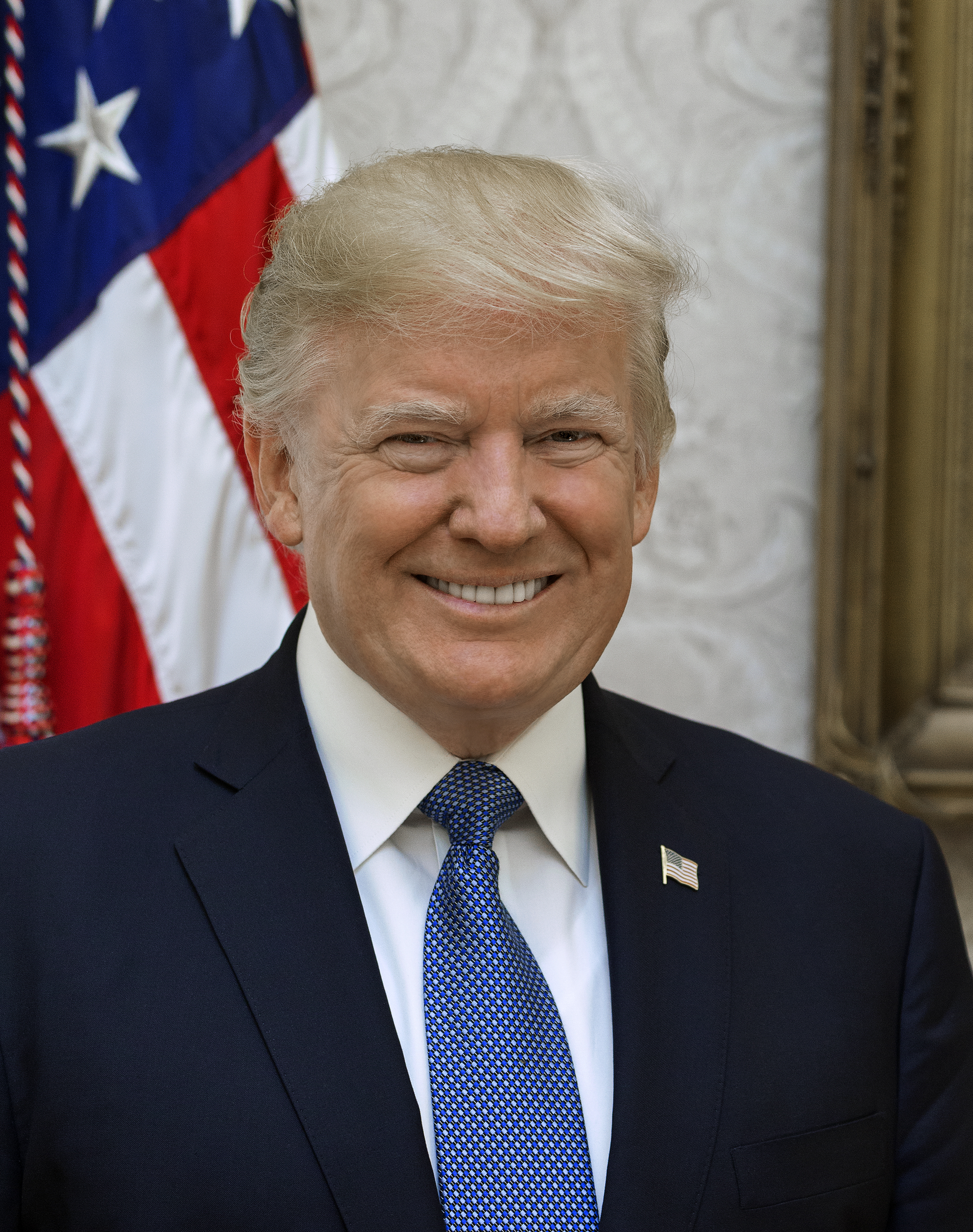
Donald Trump l'any 2017

Durant la campanya electoral de 2016, Donald Trump va rebutjar dir si acceptaria els resultats. Tot i obtindre el major nombre de vots del Col·legi Electoral, no va acceptar els resultats a al·legant que també «havia assolit el vot popular, si es descompten els milions de persones que han votat il·legalment».
Per a les eleccions presidencials de 2020, la pandèmia de Covid-19 ajudà a la posada en marxa massiva del «vot per correu» i anticipat per a milions d'estadounidencs per tal que eviten de desplaçar-se i fer la cua el dia de les eleccions. Des del mes de maig de 2020, Donald Trump s'oposava fermament contra aquestes disposicions.
Explica:
| « | Els vots per correu postal no seran de cap manera (zero!) No seran altra cosa que substancialment fraudulents. Aquestes eleccions seran trucades | » |

| « | Els Estats Units no poden votar per correu. Serà l'elecció més fraudulena de la història | » |

No obstant això, molts estudis rebaten aquestes al·legacions, subratllant que els errors al vot per correspondència són mínimes (entre 0,0003 i 0,0025%). Però Trump i els seus partidaris van persistir fins al dia de l'elecció el 3 de novembre, mentre que més de cent milions de persones van triar l'opció del vot per correu. A causa d'aquestes declaracions del president i també l'encoratjament als votants per part del Partit demòcrata, la gran majoria de vots per correu van ser pels demòcrates, mentre que els republicans van preferir votar davant les urnes.
La nit de les eleccions, abans de la fi del recompte de vots, Donald Trump va declarar que havia guanyat, acusant infundadament de «vots il·legals» els vots per correu.
Com que els vots de les urnes són comptats primer, al començament el Partit republicà es trobava al cap en certs estats clau, però tan prompte com es van començar a comptar els vots per correu, molts d'ells van passar a una majoria demòcrata. Immediatament va escriure un tweet diguent: «VERY STRANGE» i «STOP DE COUNT», i va seguir repetint les acusacions durant tot el procés de recompte de vots i durant els mesos següents.
Joe Biden és declarat president electe el 7 de novembre, per 306 vots del Col·legi electoral contra 232 de Donald Trump, i amb més de 7 milions de vots per davant en vot popular (51,4% a 46,9%). A partir de llavors, Donald Trump ha qualificat constantment aquest resultat com a fraudulent, centrant-se principalment en els estats clau on ha guanyat el seu oponent i iniciant una seixantena de recursos legals, fins i tot recorrent al Tribunal Suprem dels Estats Units, que són gairebé tots rebutjats. Ha exercit pressió sobre els funcionaris republicans d’aquests estats clau, en particular amb vista a l’oficialització del resultat de les eleccions pel col·legi electoral del 14 de desembre. Gràcies a les seves afirmacions acreditades pels mitjans que el recolzen, membres del seu govern, molts republicans de la Cambra de Representants, uns quants senadors, i repetir-ho constantment, milions de persones van acabar creient l'afirmació que les eleccions van ser trucades i robades a Trump, a través del lema «Atureu el robatori». Però no hi ha proves que responguin a aquestes acusacions, tal com va subratllar en particular després de la investigació, el ministre de Justícia Bill Barr, immediatament destituït del seu càrrec per Trump. Christopher Krebs, director de l'agència governamental responsable de la seguretat electoral (CISA), que va dir que el 3 de novembre «va ser l'elecció més segura de la història dels Estats Units», també va ser destituït directament per Trump.
Des del mes de desembre, Donald Trump va assenyalar la data del 6 de gener per organitzar-hi una concentració massiva dels seus seguidors a Washington, per tal de protestar contra el resultat de l'elecció mentre que el Congrés està reunit aquell dia al Capitoli per certificar els vots del col·legi electoral Reuneix els seus partidaris per milers via el seu compte twitter: « sigueu allí, serà salvatge!»
El 6 de gener al migdia, al seu discurs davant la Casa Blanca, s'adreça a la multitud dels seus partidaris vinguts de tot el país, pressionant sobretot el seu vicepresident Mike Pence, president del Senat per a «que faça el correcte», és a dir, rebutjar la victòria de Biden mentre que no disposi poder legislatiu. Crida els seus seguidors «aturar el robatori» i a «marxar pel Capitoli» de «manera pacífica i patriòtica» demanant-los que «lluitaren amb totes les seues forces», precissant: «Mai recuperareu el nostre país amb debilitat. Heu de demostrar força i heu de ser forts».
Una multitud de partidaris de Trump va marxar llavors a l'assalt i va entrar a la força al Capitoli. Diversos edificis del complex van ser desallotjats mentre els assaltants saquejaven l'edifici. Quatre assaltants van perdre la vida i un policia va ser assassinat. Jake Angeli, un dels assaltants, va deixar una nota a l'estrade del Senat dirigida al vicepresident Mike Pence que deia:«No és qüestió de temps, la justícia arriba», la Fiscalia Federal dels Estats Units assenyala que molts partidaris de Trump van entrar al Capitol amb l'objectiu de «capturar i assassinar funcionaris electes del govern dels Estats Units».
Ininterrompuda durant diverses hores a causa d'aquest assalt, qualificat de temptativa de cop d'estat, de pronunciament, d'insurrecció, de sedició o de terrorisme interior, es va reprendre la sessió a la nit amb la certificació dels resultats per Mike Pence, oficialitzant la victòria de Biden.

## Procediment

### Inici
La Cambra dels representants demanda al vicepresident dels Estats Units, Mike Pence, d'invocar la quarta secció de la vint-cinquena esmena de la Constitució, que permet reemplaçar el president, quan jutjat a la incapacitat d'exercir el poder, pel vicepresident. Mike Pence va rebutjar aquesta possibilitat, conduint a la posada en marxa del procediment de impeachment pels demòcrates.

### Posada en acusació per la Cambra dels representants

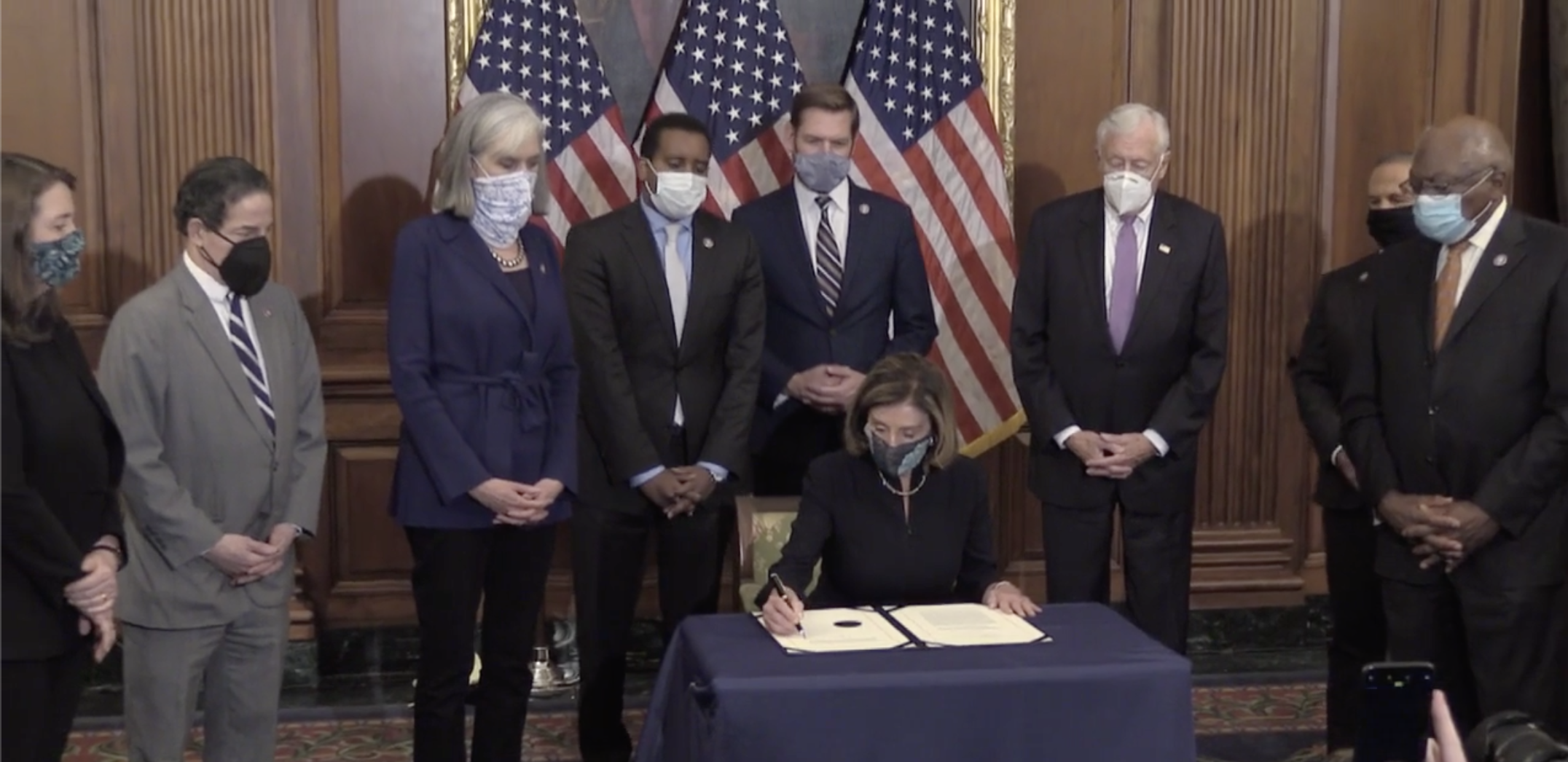
Nancy Pelosi, presidenta de la Cambra dels representants dels Estats Units, signant els articles de posada en acusació.

El 13 de gener de 2021, després de diverses hores de deliberació, la Cambra dels representants vota la posada en acusació de Donald Trump, amb 232 vots a favor i 197 en contra. Es vota un únic article acusant el president de incitació a la violència contra el govern dels Estats Units» (« inciting violència against the government of the United States »), i reprotxant-li les pressions exercides contra el secretari d'Estat de Geòrgia, Brad Raffensperger, per tal que modifica el resultat de l'elecció a aquest Estat.
222 demòcrates i deu republicans van votar a favor d'aquesta resolució; 197 republicans van votar en contra. Els deu republicans que van votar a favor de l’acusació titulada "incitació a la insurrecció" són: John Katko, Liz Cheney, Adam Kinzinger, Fred Upton, Jaime Herrera Beutler, Dan Newhouse, Anthony Gonzalez, Peter Meijer, Tom Rice i David Valadao.

### Procés de destitució al Senat
Nancy Pelosi ha de presentar el procediment de destitució al Senat durant setmana de la investidura de Joe Biden i Kamala Harris a la presidència i a la vicepresidència dels Estats Units respectivament, el 20 de gener de 2021. De fet, els debats tindran lloc després que Donald Trump haja abandonat les seves funcions El Senat esta format després de les eleccions de 2020 per 50 republicans i 50 demòcrates, amb l'avantatge a aquests últims per la posició de Kamala Harris com presidenta de la institució, la destitució de Donald Trump requereix dos terços dels vots dels senadors, és a dir, 17 vots de republicans en cas que els demòcrates siguen unànimes.
Qom que Trump no ha estat imputat mentre encara ocupava la presidència, aquest procediment es converteix en un "referèndum", a favor o en contra del fet que pugui optar a qualsevol càrrec federal i, més particularment, a les eleccions presidencials del 2024. Si el Senat destitueix Trump, caldrà a continuació, per prohibir-li de presentar-se a les eleccions, obtenir una majoria simple, que poden obtenir només amb vots dels demòcrates. Abans de convertir-se en el de la minoria, Mitch McConnell, líder de la majoria republicana al Senat, va assenyalar el 19 de gener que els antiavalots que van assaltar el Capitoli estaven "plens de mentides" i "incitats per Trump i altres persones importants". La figura més poderosa del camp republicà es reserva així la seva decisió de votar per la destitució. També va demanar un termini d'almenys dues setmanes perquè Trump tinga temps de "preparar la seva defensa". Al canal històricament favorable a Trump Fox News, el senador Mitt Romney considera que, tant a causa de la trucada telefònica de Trump a Raffensperger com del seu paper en l'assalt al Capitoli, és important que Trump respongui de les seves accions. El procés començarà al Senat el 8 de febrer de 2021.